# Замулин, Валерий Николаевич
Вале́рий Никола́евич Заму́лин (род. 25 марта 1968) — российский историк и писатель, пишущий на военно-историческую тему. Работы посвящены исследованию истории Курской области в Великой Отечественной войне. Кандидат исторических наук (2009). Ведущий научный сотрудник Юго-Западного государственного университета (ЮЗГУ)
Работал заместителем директора военно-исторического музея-заповедника «Прохоровское поле».

## Биография
Родился 25 марта 1968 года в селе Журавка (Белгородская область) Прохоровского района Белгородской области.
Будучи школьником, собрал коллекцию более 1200 подлинных экспонатов периода Курской битвы, которые затем передал в школьные музеи родного села и Прохоровки. Поиск экспонатов и живое общение с ветеранами Великой Отечественной войны повлияли на выбор профессии. В 1985 году, по окончании средней школы, поступил на исторический факультет Белгородского педагогического института им. М. С. Ольминского. В 1986—1988 годах проходил срочную службу в Военно-морском флоте СССР. После её завершения продолжил учёбу. В 1992 году окончил исторический факультет Белгородского педагогического института.
Трудовую деятельность начал в 1992 г. начальником отдела в администрации Прохоровского района.
В 2009 году в Белгородском государственном национальном исследовательском университете под научным руководством доктора исторических наук, профессора К. В. Яценко защитил диссертацию на соискание учёной степени кандидата исторических наук по теме «Оборонительные бои советских сухопутных войск на южном фасе Курской дуги: обоянское и прохоровское направления (5-16 июля 1943 года)» (специальность 07.00.02 — отечественная история). Официальные оппоненты — доктор исторических наук В. В. Коровин и А. Д. Немцев. Ведущая организация — Воронежский государственный аграрный университета имени императора Петра I.

### Научная работа

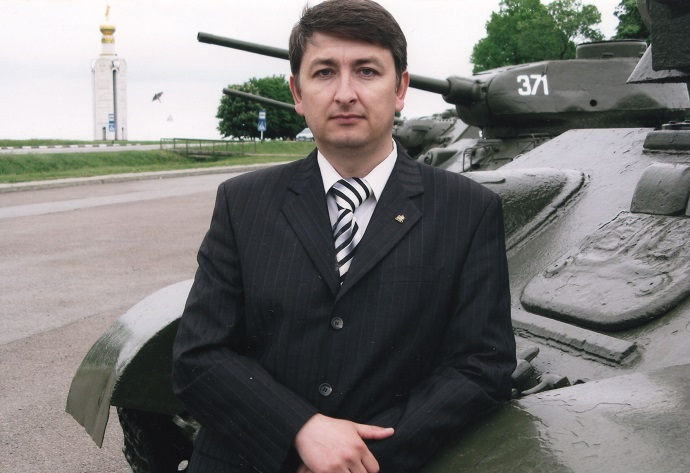
Замулин В. Н.

С марта 1996 по август 2009 года работал сначала директором, а затем заместителем директора по научной работе федерального государственного учреждения культуры «Государственный военно-исторический музей-заповедник „Прохоровское поле“». В это время провёл большую научно-поисковую и научно-исследовательскую работу в архивных учреждениях нашей страны и за рубежом, в том числе в Центральном архиве Министерства обороны России и Национальном архиве США, по сбору документальных источников по истории Курской битвы и Прохоровского сражения.
В 2002 году первым из исследователей опубликовал подробные данные потерь бронетехники советской стороны с разбивкой по соединениям в ходе танкового боя под Прохоровкой 12 июля 1943 года.
В это же время он приступил к изучению причин и последствий окружения части сил 69А в междуречье Липового и Северского Донца 14—15 июля 1943 года, которое и в советской, и в российской историографии не освещалось.
В сфере научных интересов Валерия Николаевича находятся проблемы коренного перелома в Великой Отечественной войне. Он является автором более 60 научных публикаций по этой теме, в том числе пяти монографий на русском и английском языках, которые вызвали большой интерес среди военных историков России, Великобритании, США и других стран. Наиболее известна его книга «DEMOLISHING THE MYTH. THE TANK BATTLE AT PROKHOROVKA, KURSK, JULY 1943: AN OPERATIONAL NARRATIVE». Его работы основаны на значительной базе не вводившихся ранее в научный оборот документальных источников, а также неизвестных воспоминаниях участников тех событий.
Результаты научных работ Замулина широко используются авторами военно-исторических трудов, преподавателями государственных университетов и военными музеями России. При его участии подготовлен ряд документальных фильмов и телепередач на российских федеральных каналах, а также несколько радиопередач по истории Курской битвы и ряда её сражений. В 2010—2011 годах он являлся научным консультантом при создании новой экспозиции Военно-исторического музея в посёлке Поныри Курской области, который в ходе Курской битвы стал одним из центров наиболее ожесточённых и кровопролитных боев. В настоящее время[когда?] ведущий научный сотрудник Юго-Западного государственного университета (ЮЗГУ).

## Научные труды
Автор более чем 40 печатных работ по истории Курской битвы и Прохоровского сражения, в том числе четырёх монографий.
- Замулин В. Н. Прохоровка — неизвестное сражение великой войны. — М.: Транзиткнига, АСТ, 2006. — 736 с. — 5000 экз. — ISBN 5-17-022743-4.
- Замулин В. Н. Курский излом. Решающая битва Отечественной войны. — М.: Яуза, Эксмо, 2007. — 1000 с. — (Великая Отечественная: Цена Победы). — 5000 экз. — ISBN 5-699-18411-2.
- Замулин В. Н. Засекреченная Курская битва. Неизвестные документы свидетельствуют. — М.: Яуза, Эксмо, 2007. — 816 с. — (Великая Отечественная: Цена Победы). — 5000 экз. — ISBN 978-5-699-19602-9.
- Замулин В. Н. Забытое сражение Огненной Дуги. — М.: Яуза, Эксмо, 2009. — 712 с. — (Великая Отечественная. Гриф секретности снят). — 4000 экз. — ISBN 978-5-699-29830-3.

Соавтор книги Амелькин А. О., Селезнев Ю. В. Ратные поля России. — Воронеж: Центр духовного возрождения чернозёмного края, 2005. — 376 с.
- V. N. Zamulin The Battle of Kursk: Controversial and Neglected Aspects. London: Heleon@Company, 2017.

Материалы кандидатской диссертации также использовались при подготовке книги Памяти погибших в Прохоровском сражении, в экскурсиях ФГУК «Государственный военно-исторический музей-заповедник „Прохоровское поле“», в его изданиях и в ходе частичной реэкспозиции залов музея истории Прохоровского танкового сражения. При участии В. Н. Замулина подготовлены два документальных телефильма (Курская дуга. Перелом, 2008, ВГТРК; Курская дуга. Планы на лето, 2009, «Первый канал»), две телепередачи на Российском историческом канале «365», а также несколько радиопередач по истории Курской битвы и ряда её сражений.
- V. Zamulin. Demolishing the Myth: The Tank Battle at Prokhorovka, Kursk, July 1943: An Operational Narrative. London: Heleon@Company, 2011. — 630 p.
- Замулин В. Н. Прохоровка. Неизвестные подробности об известном сражении. Москва: Вече, 2013. — 512 с.
- Замулин В. Н. Вечный огонь Победы. Фотоальбом. Москва: Пента, 2013. — 264 с.
- V. N. Zamulin. The Battle of Kursk 1943: The View through the Camera Lens. London: Heleon@Company, 2015. — 475 p.
- Замулин В. Н. 70 лет победы. Гидроэнергетики — фронту. Фотоальбом. Москва: Пента, 2015. — 224 с.
- Замулин В. Н. Курская битва. 70 лет мифов и легенд./Рецензенты д.и.н, профессор К. В. Яценко и д.и.н., профессор В. В. Коровин. Москва: Вече, 2016. — 480 с.

### Научные монографии, вышедшие в 2018 году
- V. N. Zamulin. The Forgotten Battle of the Kursk Salient: 7th Guards Army’s Stand Against Army Detachment Kemp.London: Heleon@Company, 2018. — 603 p. (английский язык)
- V. N. Zamulin. Demolishing the Myth: The Tank Battle at Prokhorovka, Kursk, July 1943: An Operational Narrative. London: Heleon@Company, 2018. — 630 p. (английский язык)
- Замулин В. Н., Замулин В. В. Мифы и легенды Огненной дуги. Москва. Яуза, 2018. − 720 с.
- Замулин В. Н. Забытое сражение Огненной дуги. Москва. Яуза, 2018. − 864 с.
- Замулин В. Н. Курск — 43. Как готовилась битва «титанов». Книга 1. Москва. Яуза, 2018.
- Valerij Zamulin Prohorovka — Legenda és valóság. Budapest. Peko Publiching, 2018. (венгерский язык)

## Статьи
- Замулин В. Н., Лопуховский Л. Н. Прохоровское сражение: мифы и реальность. // Военно-исторический архив. — 2002. — №№ 9—12.; 2003. — №№ 1—3.
- Замулин В. План Ватутина // Родина. 2010. № 5. С. 69—72.
- Замулин В. Н., Замулин В. В. Начало формирование Курской дуги // Научные ведомости Белгородского государственного университета. Серия: История. Политология. Экономика. Информатика. 2011. T. 18, № 7 (102). С. 214—222.
- Замулин В. Н. «Сложная обстановка — вот объективный фактор, оправдывающий таких начальников…» //Военно-исторический журнал. 2012. № 6. С. 20—23.
- Zamulin V. The Battle of Kursk: New Findings // The Journal of Slavic Military Studies. 2012. Vol. 25. № 3. pp. 409–417.(SCOPUS)
- Zamulin V. N. Prokhorovka: The Origins and Evolution of a Myth // The Journal of Slavic Military Studies. 2012. Vol. 25. № 4. pp. 582–595.
- Zamulin V. N. Could Germany Have Won the Battle of Kursk if It Had Started in Late May or the Beginning of June 1943? // The Journal of Slavic Military Studies. 2014. Vol. 27. № 4. P. 606—617.
- Замулин В. Н. Северная ударная группировка вермахта под Курском накануне операции «Цитадель» // Новая и новейшая история. 2015. № 3. С. 65—81.
- Замулин В. Окружение под Прохоровкой // Родина. 2015. № 5. С. 98—102.
- Замулин В. Н. К вопросу о роли советской разведки в период подготовки Красной Армии к боям в районе Курской дуги // Учёные записки: электронный журнал Курского государственного университета. 2015. № 3 (35).
- Zamulin V. N. Did Vatutin Err When Planning the Defense of the Voronezh Front While Preparing for the Battle of Kursk? // The Journal of Slavic Military Studies. 2015. Vol. 28. № 4. pp. 677–697.
- Zamulin V. N. To Defeat the Enemy Was Less a Problem Than the Laziness and Indolence of Our Own Commanders … // The Journal of Slavic Military Studies. 2016. Vol. 29. № 4. pp. 707–726.
- Замулин В. Н. Что произошло под Прохоровкой 12 июля 1943 года? // Преподавание истории в школе. 2016. № 4. С. 8—15
- Замулин В. Н. Потери советских войск в сражении на прохоровском направлении 10-16 июля 1943 года. // Военно-исторический журнал. 2017. № 3. С.15—22.

### Статьи в 2018 году
- Замулин В. Н., Замулин В. В. Как освобождали город первого салюта Белгород // Преподавание истории в школе. 2018. № 4. С.27-35; 2018; № 5.С.31-38.
- Замулин В. Н. Фельдмаршал Г. фон Клюге: «Это сражение года». Курская битва в трофейных немецких документах. 1943 г. // Исторический архив.2018. № 2. С.80-95
- Замулин В. Н. Документ, отсрочивший битву под Курском // Военно-исторический журнал. 2018. № 7. С.30-36
- Zamulin V. N., Zamulin W. W. Das Ende der Schlacht bei Kursk. Die sowjetische Sommeroffensive auf Charkow im August 1943 und die Kämpfstarke der beteiligten sowjetische Armeen // Portal Militargeschichte, 2018. DOI: 10.15500/ akm. 23.07.2018 (немецкий язык)

## Критика
По мнению В. Сафира, значимым вкладом  В. Н. Замулина в историографию Курской битвы является ввод в научный оборот многих ранее неизвестных и мало известных архивных данных. Одновременно Сафир отмечает у Замулина фактические ошибки и поверхностный анализ документов, например, в книге «Прохоровка : неизвестное сражение великой войны» Замулина Сафир указывает на неверные сведения в таблице 11, также указывает, что в этой работе автор неверно интерпретировал использованные им немецкие документы и в разных местах книги противоречил сам себе.